# 伊普蘇斯戰役
伊普蘇斯戰役，為亞歷山大大帝諸繼業者於前301年在小亞細亞的弗里吉亞展開的一場決定性戰役，因戰場所鄰近的當地村莊伊普蘇斯而得名。此戰中，安提柯一世與其子德米特里一世的王國對上聯合起來的另外三名亞歷山大舊將勢力，即馬其頓的卡山德、色雷斯的利西馬科斯、與巴比倫的塞琉古一世。
該戰役規模在繼業者戰爭中空前絕後，雙方動員的部隊總計16萬以上，有四位國王同時在戰場上。儘管安提柯軍的德米特里一世所率的騎兵擊敗聯軍騎兵，但因追擊過遠，使得聯軍有時間派出戰象陣來阻撓德米特里返回戰場，註定了安提柯軍的失敗，也決定了這場戰役的結果。伊普蘇斯戰役是亞歷山大繼業者戰爭中的最高潮，此戰中，最為強大的繼業者安提柯一世戰死，他的失敗決定亞歷山大帝國無法重建，帝国的分崩离析成为既成事实。

## 史料來源
西西里的狄奧多羅斯的巨作《歷史叢書》（Bibliotheca historica）是繼業者歷史的主要來源，因為他參考許多其他史家的史料合編這本大作，使得史料中不時會出現矛盾或不詳，但它在某些時期保留許多其他作品沒有提供或已散失的資料。狄奧多羅斯的風格主要是節選其他史家作品，因自己著眼的重點而省略許多細節，或是取某一作品的段落添加到另外一家史家的段落之中，或是僅選取一部分資料來闡揚自己有興趣的道德教訓，這讓它的內容相比他使用的參考書籍的本文，事件描述就較簡略或混雜。然而，因為他的作品是在繼業者戰爭時期惟一詳細介紹始末並保留於今世的史料，加上他在這段時期所主選的參考資料是卡迪亞的希洛尼摩斯這今日已散佚的著作，希洛尼摩斯是繼業者歐邁尼斯的好友，後期還於安提柯王朝宮廷擔任要角，使他熟悉當代許多事件，甚至它也直接親自參與當時許多戰役，被認為有較高的可信度。因此，現代學者對於狄奧多羅斯在繼業者時期的描述較為肯定，也認為較為可靠，這也歸功於希洛尼摩斯當時嚴謹、平實且相對中立的著史風格。狄奧多羅斯的《歷史叢書》第20卷儘管保留許多前302年第四次繼業者戰爭的前期詳細經過，不幸的是，從前301年的第21卷起以後僅剩殘篇，很可惜沒保留到伊普蘇斯戰役詳細過程。
除外，對於這場戰役有描述的作品是普魯塔克《希臘羅馬名人傳:德米特里傳》。普魯塔克是這場戰役後400多年以後的人物，只能算是二手資料，然而他經常提到他使用參考來源，可知道他也參考過希洛尼摩斯的著作，因此在某種程度上面他的描敘相比其他作家較有可信度。然而他的著作主題不是歷史與其正確性，而是古人作為上的道德與教訓，因此在戰役描述上著墨不多。

## 背景
前315年第二次繼業者戰爭結束，年邁的亞洲統帥安提柯毫無爭議的控制馬其頓帝國亞洲領土，包含小亞細亞、敘利亞和東部各行省，這讓安提柯在競爭亞歷山大大帝繼業者競賽中有著壓倒性優勢。安提柯實力飛躍性成長，讓其他主要繼業者倍感威脅，而隨著巴比倫總督塞琉古被安提柯逐出後，馬其頓的卡山德、色雷斯的利西馬科斯、與埃及的托勒密決心組成一個反安提柯同盟，以復原塞琉古領地為由與安提柯爆發第三次繼業者戰爭。這場戰爭戰事膠著，但塞琉古在戰爭期間已奪回巴比倫領地，還獲得重要的波西斯和米底亞行省。於前311年安提柯與托勒密、卡山德、利西馬科斯分別談和結束戰爭，這好讓安提柯可以把焦點集中在對付塞琉古上，爆發巴比倫戰爭。
當安提柯和其繼承者德米特里專注於對付塞琉古之時，埃及的托勒密趁機把力量往愛琴海及賽普勒斯擴張，於是安提柯與托勒密雙方再度爆發衝突。前308年，安提柯與托勒密全面開戰，他派遣德米特里率軍去希臘本土，準備在當地把托勒密和卡山德的勢力逐出。德米特里不辱父命於前307年驅除親卡山德的雅典僭主法勒魯姆的德米特里，解放了雅典。在獲得希臘各城邦的霸權後，德米特里接著把目標放在托勒密的海軍要地賽普勒斯上。前306年德米特里於賽普勒斯的薩拉米斯戰役決定性摧毀埃及艦隊及重擊地面部隊後，安提柯以這場重要勝利為由自立為國王，同時也讓其子德米特里稱王與自己共治。在安提柯一世與德米特里一世稱王不久，其他繼業者托勒密、塞琉古、利西馬科斯及卡山德也陸續稱王。

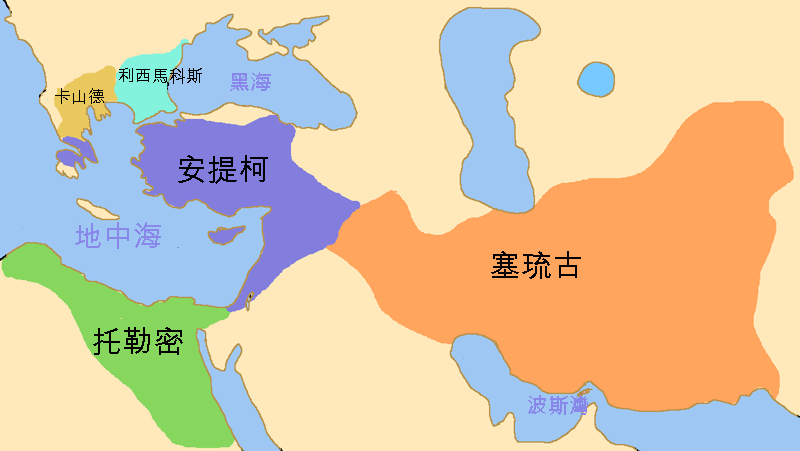
前305年左右安提柯、托勒密、塞琉古、利西馬科斯及卡山德的王國。

同年，安提柯決定趁著薩拉米斯大捷，決定大舉入侵埃及，終結托勒密的勢力，但入侵攻勢因氣候及補給而受挫，加上擔負補給重責的德米特里艦隊遭到暴風侵襲，攻勢不得不中止結束，被迫撤回。隔年前305年，安提柯和德米特里考量當時托勒密還很虛弱，塞琉古無法從東方、印度戰事抽身，色雷斯的利西馬科斯忙於壓制蠻族，剩下的卡山德隻身不敢獨力挑戰自己的實力。因此趁著時機決定要將地中海海軍享負盛名的希臘城邦羅德島納入自己霸權之下，加上托勒密與羅德島關係密切，此舉可斷絕托勒密重建海軍之路。於是由德米特里領軍發起羅得圍城戰，然而儘管德米特里擁有壓倒性的兵力和進步的攻城武器，羅德城公民依舊奮力抵抗使德米特里無法越雷池一步，在托勒密的物資和少量兵力支援下羅德城歷時一年的圍城，後終羅德島和德米特里雙方妥協和談，羅德島加入安提柯的同盟但保留獨立性，且羅德島不會加入與托勒密的戰爭。此戰後，羅德島為感謝托勒密的幫助，使城市倖免於陷落，尊奉托勒密一世為「救主」。
從羅德島僵局脫身的德米特里，現在可以回軍希臘對付卡山德的反攻。他很快為雅典解圍，並在前303年和前302年之間重新解放許多希臘城市，驅除卡山德駐軍和親卡山德的寡頭政治。見到德米特里一世致力於摧毀他在希臘的力量，德米特里還重新組織泛希臘的科林斯同盟，更把戰事帶往色薩利地區，卡山德預期最後德米特里會把戰事帶到他的馬其頓本土。卡山德試圖與安提柯談和，但安提柯否決卡山德的條件，並要求卡山德完全屈服。卡山德因此決定先與利西馬科斯協商，雙方凝聚共識組成共同戰線，並聯合派出使者到托勒密與塞琉古宮廷，邀請他們再一次加入反安提柯聯盟，來應因強大的威脅。為了使小亞細亞戰線在前期出擊時會有更好結果，卡山德派遣部下普瑞迫勞斯率領一支數量不小的軍隊與利西馬科斯所率的軍隊共同行動。而後，卡山德率領剩下的馬其頓軍隊共29,000名步兵、2,000名騎兵前往色薩利，準備與數量龐大共約56,000名步兵、1,500名騎兵的德米特里軍周旋。

## 走向伊普蘇斯
前302年，利西馬科斯趁著安提柯一世在敘利亞準備首都安提柯尼亞（Antigonia）落成慶祝大典之刻，發動突襲。很快地利西馬科斯率聯軍突破防線捲襲小亞細亞，拉穆普薩庫斯（Lampsacus）和帕里昂（Parium）這兩座城市雙雙投降於他，然而西格翁（Sigeion）是發動強襲在攻下的，他於此處派遣駐軍。接著，利西馬科斯派遣盟友卡山德部將普瑞迫勞斯帶領6,000步兵、1,000名騎兵去攻取愛奧尼亞和伊奧利亞，自己率領大隊去圍攻赫勒斯滂的阿卑多斯。利西馬科斯的攻勢很快地就驚動位於希臘的德米特里一世，德米特里立即運用擁有制海權的艦隊，透過海路增援阿卑多斯，使利西馬科斯圍攻受阻。利西馬科斯決定放棄阿卑多斯，轉向內陸奪取弗里吉亞，並攻取當地行政首府辛那達（Synnada），此處也是安提柯最初的首府。同時，另一方面普瑞迫勞斯的攻勢相當順利，他接連奪下埃德雷米特、以弗所、提歐斯和科洛封，但因為德米特里海路增援的結果，他沒有取下克拉佐門尼和厄里特赖。接著普瑞迫勞斯也轉向內陸，奪下小亞細亞另一個行政中心薩第斯。
當安提柯收到遭到入侵的消息，立刻放棄安提柯尼亞的慶祝大典，並火速招集大軍從敘利亞往北方進軍，通過奇里乞亞、卡帕多細亞、利考尼亞（Lycaonia）進入弗里吉亞。利西馬科斯得知安提柯的大軍已經來到附近，在與他的夥友討論過後，決定先避開與人數佔優勢的安提柯大軍決戰，直到盟友塞琉古一世來援為止。聯軍因此開始深掘壕溝和加固圍欄來防衛他們的營寨，當安提柯軍到來叫陣，聯軍依舊堅守不出。安提柯決定切斷聯軍的補給，深怕斷糧的利西馬科斯被迫在深夜悄悄棄營，一夜疾行約60多公里突破封鎖來到多利留姆（Dorylaeum），在那裡的山丘上聯軍再建立一個三重圍欄的新防禦營寨，此處相對較易獲取食物和水源。安提柯緊接著趕到，並對聯軍營地發起圍攻，他使用許多投石機具來進行攻擊，利西馬科斯馬上派出突擊隊試圖打亂這些攻城機具作業，但安提柯的部隊最終總是在這種激戰中取得優勢。眼看安提柯的圍城越加兇猛，營寨快守不住，糧食也僅剩一點，利西馬科斯再一次決定放棄營寨，這一次趁著暴風雨的黑夜裡突圍棄寨，成功逃離。儘管安提柯打算再一次緊追不放，但隨著冬天到來伴隨著下雨，使各種用兵條件變為困難，他決定放棄追擊並分散他的部隊返回辛那達及周遭各駐地點過冬。而聯軍逃出且進入比提尼亞後，前往赫拉克利亞附近過冬。

## 雙方增援

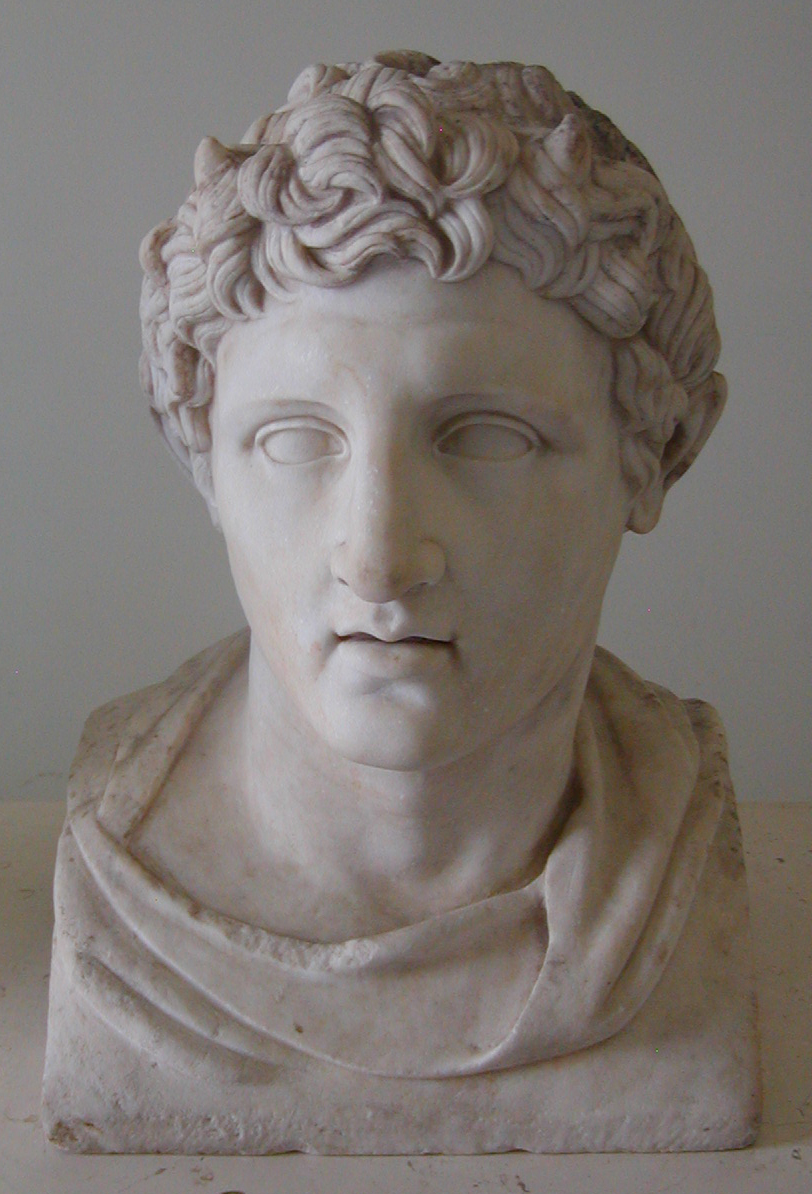
安提柯一世之子德米特里

在德米特里方面，原本德米特里正從希臘方向對付卡山德，儘管卡山德封住往色薩利所有的陸路，但德米特里還是從海陸進入色薩利。德米特里和卡山德兩支軍隊隨後在色薩利進行一連串的行動，但沒有決定性著戰果。前302年秋季，當小亞細亞的安提柯得到塞琉古正在從東方行省前來路上的消息，知道敵人準備要與利西馬科斯會軍。他當時隨即派遣使者去其子德米特里那，命他從希臘帶領他的軍隊前來會合。德米特里收到父親的指示增援，他匆忙與卡山德休戰，並帶著他的軍隊橫渡愛琴海來到小亞細亞以弗所。他重新奪回這座被普瑞迫勞斯攻下的城市與其他地區後，他向北前進至赫勒斯滂，在那駐守一支3,000人的守軍和20艘戰艦防止歐洲的敵人軍隊增援過來，接者德米特里一世也把他的軍隊分散入過冬駐地。 
在德米特里與他的軍隊離去後，卡山德覺得現在可把更多的軍隊增援小亞細亞戰場，於是他派遣弟弟普列司塔爾科斯總計12,000名步兵、500名騎兵的大軍，前去支援利西馬科斯。因為德米特里一世已經在通往小亞細亞的最易途徑赫勒斯滂和博斯普魯斯海峽封鎖起來，普列司塔爾科斯只得利用遙遠的黑海濱港口奥德索斯橫渡海洋至赫拉克利亞。海上路途遙遠危險就算，加上船隻不足，普列司塔爾科斯必須把大軍分成三個梯次，分批運送。第一梯次幸運地平安到達，但第二梯次時被德米特里一世的艦隊截擊，遭到瓦解。第三梯次時由普列司塔爾科斯指揮，這次船隊遇到暴風雨，連普列司塔爾科斯的座艦都遇到船難，他差點溺死，艦隊損失慘重但還是來到赫拉克利亞，他的軍隊與聯軍會合後也在赫拉克利亞過冬進行重整。儘管普列司塔爾科斯的殘兵與聯軍會合，但可能數量上不能彌補利西馬科斯與安提柯作戰時的損失和冬天損失。利西馬科斯軍時過冬時有2,000名蠻族軍隊叛逃至安提柯陣營，利西馬科斯未免剩下同族的5,000名蠻族也會叛變，通通處決，使得聯軍數量上損失不少。
在埃及戰線，當安提科的軍隊都集中前往小亞細亞之時，儘管托勒密一世的軍隊還未從薩拉米斯大敗復元，但他覺得局勢夠他冒險出兵征服柯里敘利亞 。他率軍攻陷許多安提柯的城市，在圍攻腓尼基城市西頓時，他得到安提柯放出的假情報，說利西馬科斯的聯軍已經被安提柯擊敗，現在正往敘利亞的路上殺氣騰騰殺來。托勒密連忙放棄圍攻，在剛征服的城市留下一些駐軍後，迅速把軍隊撤回埃及。
在塞琉古方面，塞琉古先前與印度孔雀王朝旃陀羅笈多對戰過，深知戰象的用法與功用。在前303年，雙方達成了和約，塞琉古承認旃陀羅笈多對印度河的統治，以換取印度人送給他五百頭大象和象手。這次進軍他特地帶著戰象前往，且他不願直接強攻安提柯在敘利亞建立的堅固要塞群，來與利西馬科斯會軍，畢竟那樣費力耗時。他決定帶著20,000名步兵、12,000名騎兵、480頭戰象及一百多輛刀輪戰車從東方的高地行省向東途經亞美尼亞，翻越山脈與未征服的地區，在冬天來臨前成功出現於卡帕多細亞，並於此處過冬。
西西里的狄奧多羅斯於此處完結20卷的內容，並說他會在21卷開始提到這場四位國王之間的戰役，然而我們僅存21卷僅保留一開始的一小段以及一些片段殘篇，這些殘篇無法提供完整的描述。而在普魯塔克的記載中，他完全沒提前301年各方勢力如何會軍以及兩方進軍路線，直到伊普蘇斯戰役前的這段時間歷史是空白的。無論如何，利西馬科斯與塞琉古很可能想盡辦法把兩支軍隊會合，來對付安提柯，以免被各別擊破。當兩方相繼完成合軍後，相比安提柯和德米特里陣營，聯軍很可能更渴望與安提柯軍對決，畢竟無論利西馬科斯與塞琉古他們都與自己的領地聯繫斷絕.，不可能獲得良好補給。這兩支軍隊最終於辛那達東北方80多公里處，一個靠近伊普蘇斯的小村莊相遇。學者Bennett和Roberts假設聯軍可能試圖截斷安提柯軍與敘利亞的聯絡通道，而安提柯擔心前一年托勒密進犯敘利亞會再來，不願被切斷與首都安提柯尼亞的聯絡，率兵截擊。於是雙方於辛那達西北方的伊普蘇斯進行會戰。戰役準確位置不清楚，學者之間尚有爭議，但很可能位於一個開放地點適合雙方龐大數量軍隊交戰，且足夠空間供騎兵和戰象運作。

## 兵力对比

### 安提柯軍
根據普魯塔克，本戰安提柯軍隊約70,000步兵、10,000名騎兵和75頭戰象.。其中部分來自安提柯一世從敘利亞帶來的士兵。儘管狄奧多羅斯曾說德米特里在色薩利擁有8,000名馬其頓方陣兵、15,000名傭兵、25,000名希臘盟軍和8,000名輕裝部隊以及1,500名騎兵，儘管不清楚德米特里到底帶了多少人來到小亞細亞?或是派出多少駐軍駐守剛奪回的小亞細亞城市?但至少希臘盟軍不太可能跟隨德米特里來到小亞細亞。根據其他繼業者時期的戰役，學者Bennett和Roberts估計70,000安提柯軍步兵中，可能40,000名方陣步兵、30,000名各樣式的輕裝步兵。另外，無論是安提柯軍的重步兵還是重騎兵，在質量上都可能比聯軍還要高。

### 聯軍
普魯塔克說聯軍計有64,000名步兵、10,500名騎兵、400頭戰象和120輛刀輪戰車。而狄奧多羅斯說塞琉古從東方帶來20,000名步兵、以及包含弓騎兵在內12,000名騎兵、480頭戰象和100多輛的刀輪戰車，其中戰象和刀輪戰車都大至上符合戰役前聯軍的數字，但騎兵數量上單單塞琉古方面就等同戰役前聯軍全部，利西馬科斯和卡山德將軍不可能沒有充足的騎兵，狄奧多羅斯也記載在前一年的分兵行動中普瑞迫勞斯擁有1,000名騎兵，利西馬科斯本軍無疑更多。關於這點學者Davis、Bennett和Roberts認為是普魯塔克記錯，他們估計聯軍騎兵可能高達15,000名騎兵，但也有可能普魯塔克數字正確，因我們不清楚戰役前雙方的行動，或許塞琉古為了與利西馬科斯等會軍，使騎兵付出相當高的代價損傷。
在步兵方面，扣除塞琉古約20,000名的步兵，剩下的44,000名步兵不知利西馬科斯和卡山德占了多少比例。卡山德曾派普列司塔爾科斯增援12,000步兵，其中三分之二可能都在黑海海運時損失，約剩下4,000人。而前一年普瑞迫勞斯的6,000人步兵很可能也是來自卡山德所派的，如此利西馬科斯本軍可能擁有約30,000名步兵。學者Bennett和Roberts認為整體聯軍中可能30,000–40,000是重步兵，其他的是輕裝部隊。

## 考量和戰術

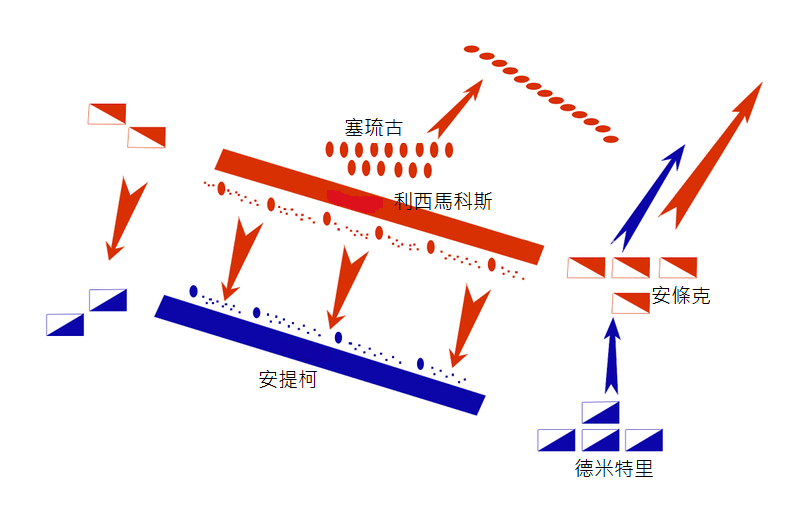
伊普蘇斯戰役兩軍部署與發展。

在整個戰爭戰略上，很清楚雙方都決定把王國未來訴諸於這場戰役上。對聯軍而言，最好方法的就是其他弱小繼業者聯合起來對抗獨大的安提柯繼續擴張，以免被安提柯各別消滅。安提柯方面，儘管一一擊破是個很好的戰略，但太耗時。一次解決其他競爭對手，可以避免多線作戰的困境，如同第三次繼業者戰爭中安提柯面臨敘利亞與小亞細亞戰線的問題，使主力奔波於兩個戰線上。如果安提柯獲得勝利，與本國斷絕的利西馬科斯軍和塞琉古軍無疑會在小亞細亞被消滅，導致兩國滅亡，虛弱的卡山德和托勒密也難抵抗安提柯入侵，最終安提柯的王朝將重建亞歷山大帝國的疆域。也因此，面對這場繼業者戰爭中規模前所未見的戰役，安提柯已經不像以前傲慢獨斷、不可一世，年邁的他這此謹慎、沈思。
戰術上，同是亞歷山大繼業者，他們必須面對思考如何擊敗一支裝備與戰法都與我方類同的軍隊，雙方的戰術基礎上都繼承腓力二世和亞歷山大大帝，雙方皆以重步兵持薩里沙長矛來組成馬其頓式方陣，並輔以威力強大的重騎兵保護兩翼。面對同樣都是馬其頓式方陣，繼業者們多倚賴騎兵決定戰役勝負，他們會削弱一翼的騎兵來加強另一翼，並想辦法拖延虛弱那一翼進入戰鬥的時間，以待強大那一翼獲得勝利。當雙方軍隊數量相同，戰法也相同，就很難在戰場上取得明顯優勢。繼業者為了打破這種僵局，引進新的武器和新的軍事單位如刀輪戰車和戰象，並且很快被各繼業者採用。因此，雙方在伊普蘇斯戰役都在戰場上佈署戰象，尤其是塞琉古特別從印度帶來400頭戰象，使聯軍於此獲取很大的數量優勢。聯軍相比安提柯軍還多了刀輪戰車，這也歸功於塞琉古從東方帶來。雙方在戰場選擇上都偏好開闊戰場，聯軍可以把戰象的優勢發揮淋淋盡致，安提柯軍也可以有足夠空間發揮騎兵優勢。
對於安提柯軍來說，他們在重騎兵和重步兵的質量都占優勢，戰術上就是正面對決，如同大部分繼業者戰役戰術上利用一次大規模騎兵衝鋒決定一翼的勝利，後就可使用亞歷山大一樣的錘砧戰術獲得全面勝利。而聯軍方面，輕步兵和輕騎兵相比數量和質量就高於安提柯軍，塞琉古還有數量不少的馬弓騎兵，還有壓倒性數量的戰象，雖然從普魯塔克簡略的記載上無法得知聯軍的作戰計畫，但從戰鬥結果來推測他們可能以戰象為主要戰術樞軸。

## 戰鬥經過

### 佈署
雙方可能以馬其頓傳統模式佈署軍隊，中央為馬其頓式方陣所組成的重步兵，在方陣戰列前沿和兩翼安置輕裝步兵，分別作為散兵和保護方陣側翼之用。騎兵分別置於兩翼。在安提柯軍方面，德米特里一世率領全軍最精銳的騎兵於右翼，在希臘傳統上右翼地位較高也是精銳部隊所在。安提柯和他的衛隊於中央方陣後方指揮，安提柯軍的75頭戰象置於方陣戰列前沿，與護衛他們的輕步兵編在一起。
關於聯軍的佈置就較為模糊，普魯塔克記載塞琉古一世之子安條克統帥聯軍左翼騎兵與德米特里對陣，習慣上左翼的軍力會弱於右翼，主要作用就是拖延與敵人右翼的作戰。雖然佈署習慣上自軍左翼相比自軍右翼會較弱，但這不是每場戰役都是如此，如繼業者戰爭中伽比埃奈戰役和加薩戰役都是把精銳置於自軍的左翼來與敵人的右翼精銳部隊抗衡。因此安條克所率的可能是聯軍的精銳騎兵，也可能不是，這歸咎於史料缺乏。無論如何，也因為缺乏準確細節，我們也無法得知聯軍右翼統帥倒底是利西馬科斯、塞琉古還是卡山德弟弟普列司塔爾科斯。可知塞琉古一部分大象置於中央方陣前沿與安提柯軍的戰象抗衡，但不知其數量，可能約在100上下。一些學者認為塞琉古可能親自統帥剩餘的戰象，並置於方陣後方作戰術預備隊用，如果真的如此，安排如此龐大數量的戰象作為預備隊可是繼業者戰爭中前所未聞的首例。然而如學者Bennett and Roberts所指出的，因為史料遺漏，我們失去一個很好的機會去理解為何聯軍要如此佈署，「戰象佈署問題」是去了解聯軍的戰術構想的重要關鍵。

### 第一階段

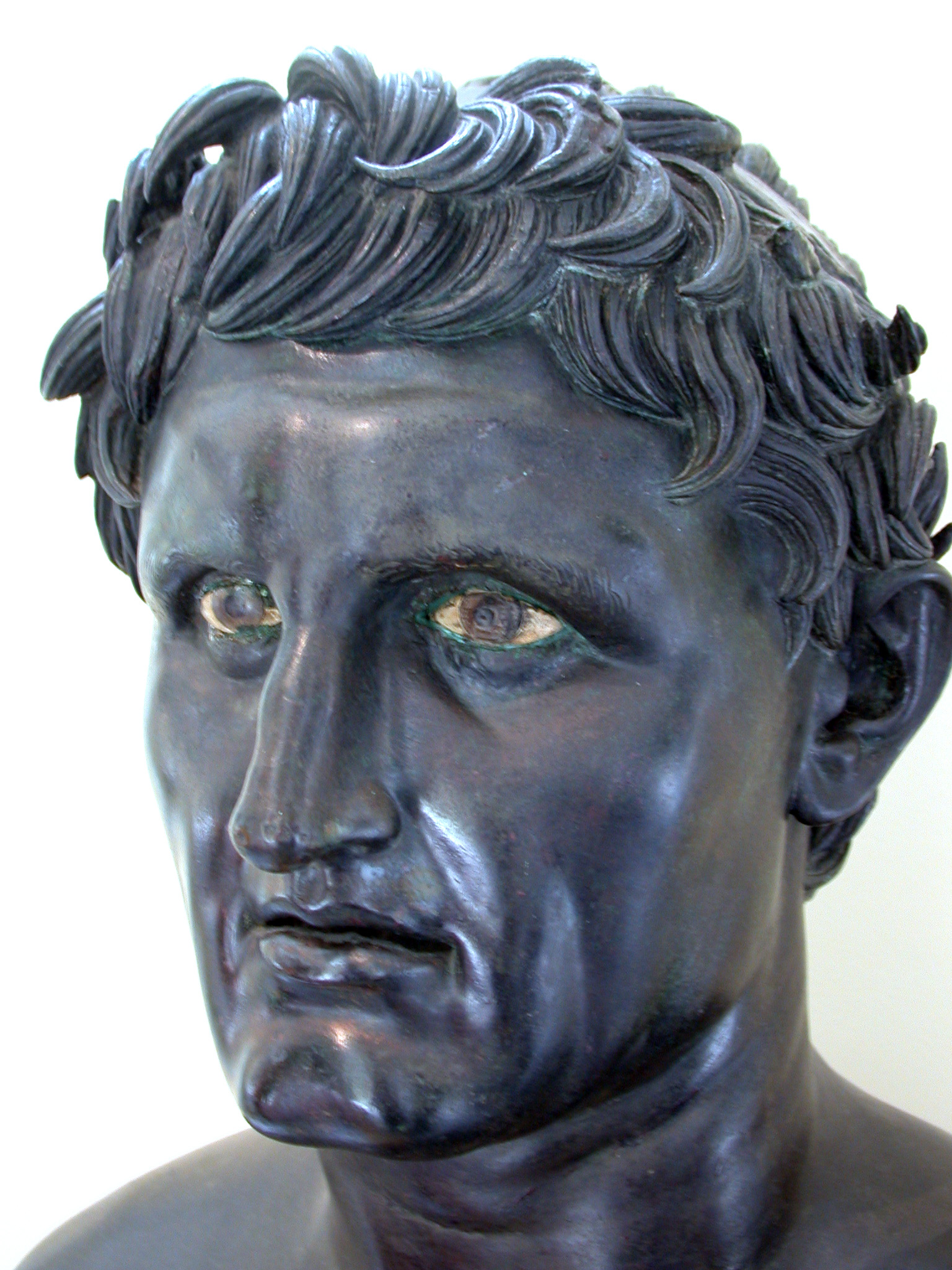
塞琉古肖像，依靠他的戰象表現，決定了這場戰役的結果

战役和已往繼業者戰爭中其他戰役一样，以双方轻步兵逐渐加剧的散兵战开始，最终战象被双方投入战斗並陷入激戰，双方都企图割断敌战象的腿筋，但同时都不得不保护自己的战象。狄奧多羅斯記載雙方安提柯和聯軍戰象戰得平分秋色，在勇氣與力量互不相讓。這暗示聯軍置於前沿的戰象與安提柯軍的戰象大致相同，其餘約300頭則佈署於中央方陣後方作為預備隊。接著，安提柯軍的德米特里一世率領右翼騎兵，向聯軍安條克所率的騎兵發起衝鋒。普魯塔克記載：
|  | 德米特里指揮最精銳和兵力最強大的騎兵部隊，對塞琉古之子安條克發起衝鋒，打垮當面敵人獲得光榮的戰績，接著在後面緊追不捨…… |

也因為德米特里追得太遠，成功所帶來的驕傲和狂喜使他衝昏了頭，沒有及時返回攻擊聯軍中央方陣，也跑得離本隊太遠，這造成安提柯軍致命的失誤。當德米特里發覺錯誤以後，已經錯失良機。

### 第二階段
雖然普魯塔克沒有明確提到，但很有可能雙方方陣在戰役中相互接觸交戰，或許安提柯軍的策略也是採用錘砧戰術，當步兵與敵人步兵交戰後，德米特里和他的騎兵從後或從側翼攻擊聯軍步兵方陣，完成亞歷山大式的步騎協同。或是德米特里擊敗敵人騎兵後，單純返回保護步兵側翼。無論如何，德米特里發覺失誤，追得太遠時已經太遲，塞琉古已經派遣約300頭戰象擋住德米特里的歸途。古代一些史料一直反覆強調戰馬畏懼大象，扣除從沒見過這種龐然大物外，大象的氣味和聲音都會使戰馬畏懼而心生恐懼。因此德米特里無法立刻突破戰象的陣列，也無法短時間迂迴繞過數量龐大的象陣。這使得這場「戰象調動」決定了整場戰役的結果，但我們不清楚它是事先規劃好了，還是塞琉古在戰場上的神來之筆，畢竟在這之前繼業者戰例中從來沒有把戰象當作預備隊反制騎兵。普魯塔克僅僅記敘聯軍的戰象堵住德米特里的路，以外就別無詳細說明。假如戰象在一開始戰役佈署時就是依預備隊考量，那的確可能被佈署於此，然而學者塔恩（William Woodthorpe Tarn）認為這是聯軍一個精心計算的戰術，塔恩認為安條克的戰敗其實是佯退，企圖故意讓德米特里遠離戰場太遠，好用戰象阻擋孤立他。當然，這戰象調動也可能是戰場上的臨機之舉，雖然在雙方交戰當中指揮官還能調動如此數量龐大的戰象配合戰役發展，無疑相當困難。如果是臨機之舉的話，那這位聯軍指揮官應該對戰象有著深刻了解，且命令下達下運用自如，這無疑應是塞琉古本人，他早些年遠征印度應當學習到許多戰象的用法。
隨著德米特里無法及時返回戰場，安提柯軍的方陣右方側翼缺乏保護，普魯塔克記載：
|  | 塞琉古看到安提柯的方陣因為缺乏騎兵的掩護，他讓他的騎兵擺出衝鋒的架式使敵人心生恐懼，但沒有實際發起衝鋒，還一直讓騎兵在敵人周圍不停的轉動，使敵人一直保持害怕恐慌的狀態。並且塞琉古給他們一個機會倒戈過來，這使得許多安提柯軍的士兵真的變節。 |

這項對安提柯軍右翼的行動，還配合塞琉古從聯軍右翼騎兵中拉出自己的馬弓騎兵隊，讓他們射出弓箭落在無法動彈的步兵方陣上，使安提柯士兵士氣更加低落。因此安提柯軍右側方陣士兵士氣開始崩潰，他們不是開始逃亡就是向聯軍投降，這崩潰逐漸蔓延至全軍。年邁的安提柯自身率領中央方陣，一邊試圖重整士氣，也盼望著自己兒子和騎兵可以即時返回挽救敗局。隨著聯軍士兵向他衝來，衛士仍勸安提柯注意自身安全撤退，但安提柯仍堅持德米特里可以趕到救援，直到安提柯遭到數把標槍射中，當場斃命。安提柯陣亡使全軍陷入總崩，這場戰役以聯軍大獲全勝坐收，德米特里只能收拾殘兵敗逃。

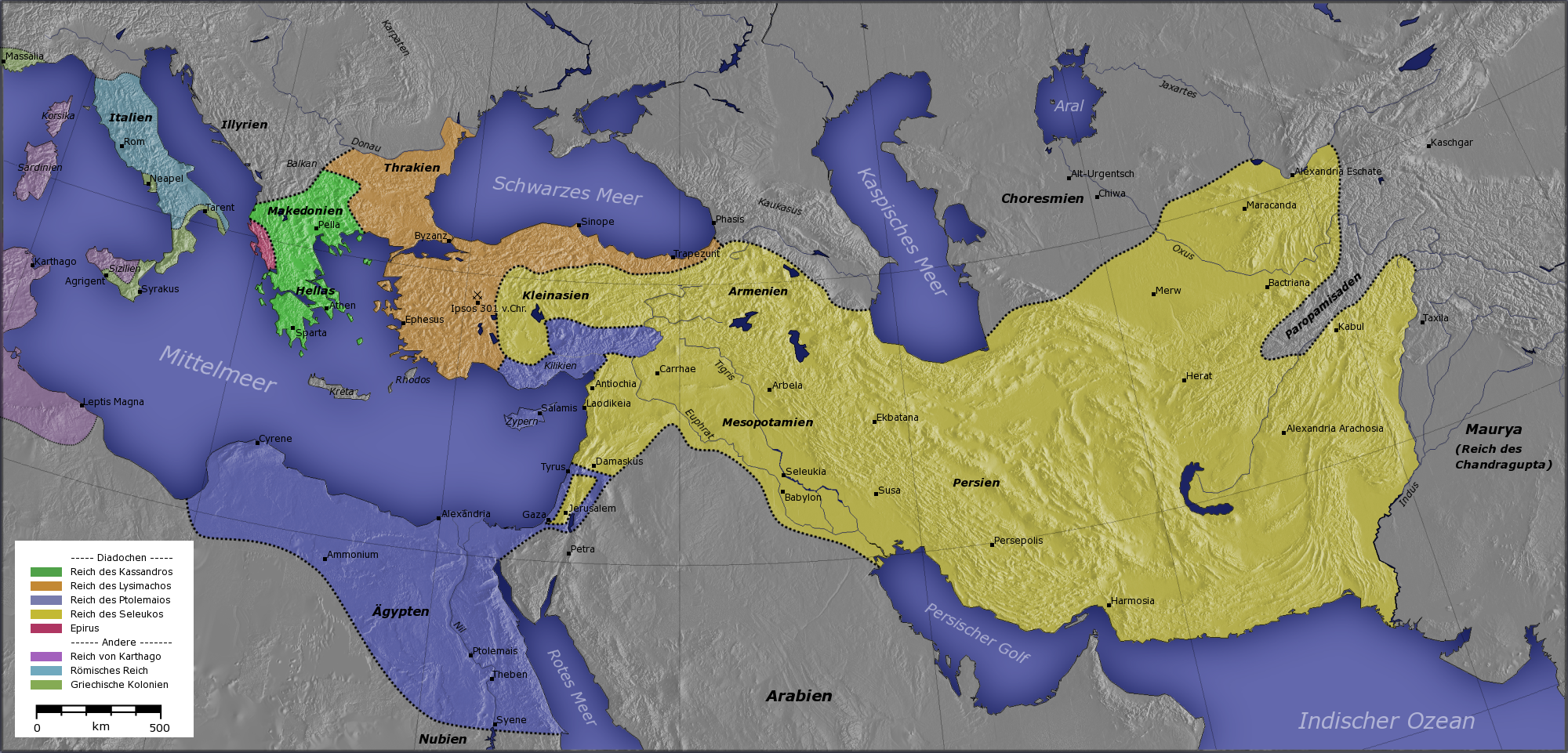
伊普蘇斯戰後，前300年瓜分安提柯王國
利西馬科斯王國
卡山德王國
塞琉古王國
托勒密王國
其他
伊庇魯斯
迦太基
古羅馬
希臘城邦

## 影响
德米特里一世從戰場上邊逃邊收編敗兵，重整5,000名步兵、4,000名騎兵撤往以弗所，儘管人們認為他會洗劫該城，但他讓以弗所原封不動後立即轉往希臘的雅典。他把他東山再起的希望放在雅典，他很快就失望了，因為雅典人決議他不准進入雅典境內。德米特里沒有爆發他的怒氣，反而低聲向雅典人請求歸還他留在該城的船艦，得手後德米特里航向科林斯地峽，但他發現無論希臘哪裡，他在希臘的駐軍不是被驅逐就是地位受到威脅，原先與他組成聯盟的各希臘城邦也都投向其他繼業者。儘管德米特里喪失大部份軍隊和領地，但他仍舊保留他龐大的海上艦隊。日後他把希臘事務交給妻弟皮洛士處理，自己率海軍洗劫敵人的沿海，他決定依賴他的海軍重建勢力。
在聯合軍方面，聯軍領袖戰後開啟瓜分會議，三王決定瓜分安提柯在小亞細亞的領土。會中決定利西马科斯获得小亚细亚大部，卡山德和其弟普列司塔爾科斯獲得奇里乞亞和卡里亞地區，塞琉古則是分到包含腓尼基和巴勒斯坦在內的大敘利亞地區。會議中暨沒有邀請托勒密參與也排除他的任何權益，他們認為托勒密並沒有在戰役中參戰，沒有資格參與瓜分。然而，實際上當前301年托勒密知曉他被假情報所騙及大戰結果，他連忙重新奪取腓尼基和巴勒斯坦地區，占據在瓜分會議中應屬於塞琉古的領土。戰後塞琉古並沒有追究托勒密的行為，他念於以前托勒密對他有恩，顧及往年交情，塞琉古個人容忍托勒密的行為，但在塞琉古一世死後，敘利亞領土問題引發兩國數次敘利亞戰爭，種下兩國衰亡的種子。
安提柯因巴比倫戰爭的失败而未能取得亞歷山大帝国剩下三分之一领土的控制，已经使统一亚历山大帝国的最后机会失之交臂，伊普苏斯战役使此点得以明朗。學者Paul K. Davis寫到：「伊普蘇斯戰役是亞歷山大繼業者戰爭中的最高潮，安提柯的失敗決定終究無法重建亞歷山大帝國」。伊普苏斯战役使亚历山大帝国的分崩离析成为既成事实。它是希臘化时代的一场决定性战役，由此界定了希腊化时代各國的基本面貌。